# 有理化
数学において、有理化（ゆうりか、英: rationalization）とは、根号を含む式（とくに平方根を含む分数式の分母または分子）から根号を取り除く式変形のことである。根号を持つ無理数（代数的無理数）を有理数に変える操作であることからこの名がある。

## 概要
有理化をすることで計算がしやすくなったりする。例えば分母の有理化
{\displaystyle {\frac {1}{2+{\sqrt {3}}}}={\frac {1(2-{\sqrt {3}})}{(2+{\sqrt {3}})(2-{\sqrt {3}})}}={\frac {2-{\sqrt {3}}}{4-3}}={2-{\sqrt {3}}}}
などがあげられる。
抽象代数学的にはこの例は、{\displaystyle \mathbb {Q} } を有理数体、{\displaystyle d\in \mathbb {Q} } が有理数の平方ではないとしたとき
{\displaystyle \mathbb {Q} ({\sqrt {d}})=\left\{{\frac {a+b{\sqrt {d}}}{a'+b'{\sqrt {d}}}}\,{\Big |}\,a,a',b,b'\in \mathbb {Q} \right\}}
という {\displaystyle \mathbb {Q} } の二次拡大体を考えると、
{\displaystyle \mathbb {Q} ({\sqrt {d}})=\mathbb {Q} [{\sqrt {d}}](=\{a+b{\sqrt {d}}\mid a,b\in \mathbb {Q} \})}
が成り立つ、という主張に一般化できる。
これは {\displaystyle K=\mathbb {Q} ({\sqrt {d}})} の各元 {\displaystyle a+b{\sqrt {d}}} に対し、その拡大 {\displaystyle K/\mathbb {Q} } に関する共役元 {\displaystyle a-b{\sqrt {d}}} を掛ければ
{\displaystyle N(a+b{\sqrt {d}}):=(a+b{\sqrt {d}})(a-b{\sqrt {d}})=a^{2}-b^{2}d}
（この {\displaystyle N(a+b{\sqrt {d}})} は {\displaystyle a+b{\sqrt {d}}} の（拡大 {\displaystyle K/\mathbb {Q} } に関する）ノルムと呼ばれる。）が {\displaystyle \mathbb {Q} } に属すということからまさに有理化によって 証明されるわけである。
一般に、体 K の（有限次ガロア）拡大体 L の元に対し、その元の拡大 L/K に関する共役元（二次拡大ではただ一つだが、一般には複数ある）をすべて掛け合わせたものを、その元のノルムとよぶが、ノルムは下の体 K に属する。したがって同様のこと、つまり有理化は共役元が全て計算できるならば、二次拡大に限らず行える。

## 実数化
{\displaystyle \mathbb {Q} } 以外の体の拡大についても同様のことができる。たとえば、{\displaystyle \mathbb {Q} } を実数体 {\displaystyle \mathbb {R} } にとりかえ、d = −1 としてみよう。
{\displaystyle \mathbb {C} =\mathbb {R} ({\sqrt {-1}})=\{a+b{\sqrt {-1}}\mid a,b\in \mathbb {R} \}}
（ここで、{\displaystyle {\sqrt {-1}}} は虚数単位のことである。）であって、各元（つまり複素数）{\displaystyle \alpha =a+b{\sqrt {-1}}} の {\displaystyle \mathbb {C} /\mathbb {R} } に関する共役元とは、共役複素数 {\displaystyle a-b{\sqrt {-1}}} のことであるということに注意して、そのノルムを計算すると
{\displaystyle N(\alpha )=\alpha {\bar {\alpha }}=(a+b{\sqrt {-1}})(a-b{\sqrt {-1}})=a^{2}+b^{2}}
は {\displaystyle \mathbb {R} } に属する。したがってたとえば、
{\displaystyle {\frac {1}{2+{\sqrt {-1}}}}={\frac {1(2-{\sqrt {-1}})}{(2+{\sqrt {-1}})(2-{\sqrt {-1}})}}={\frac {2-{\sqrt {-1}}}{4+1}}={\frac {2-{\sqrt {-1}}}{5}}}
などの変形が可能である。このような変形を（分母の）実数化ということがある。